# Louis Delétraz

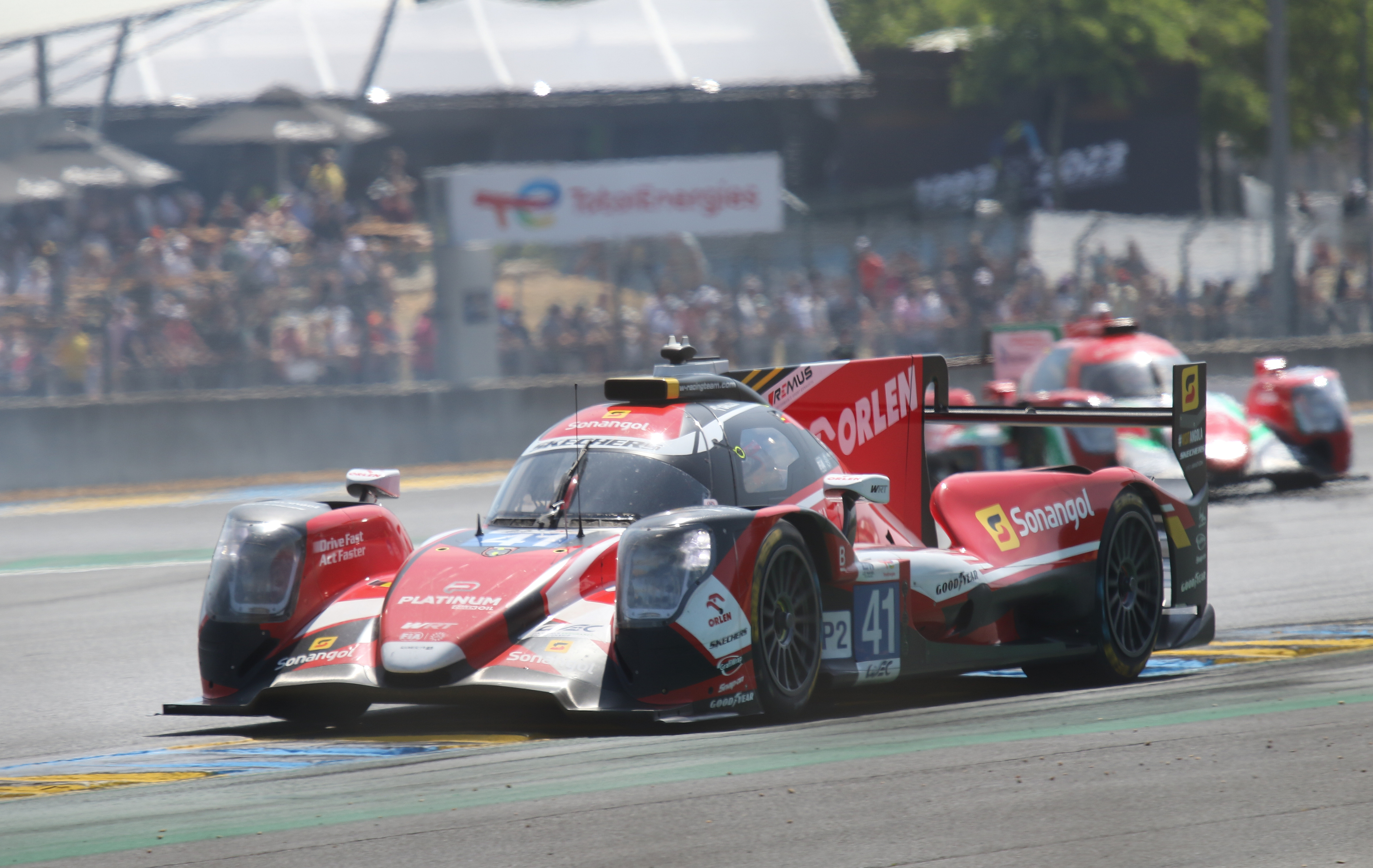
Der von Louis Delétraz beim 24-Stunden-Rennen von Le Mans 2023 gefahrene Oreca 07

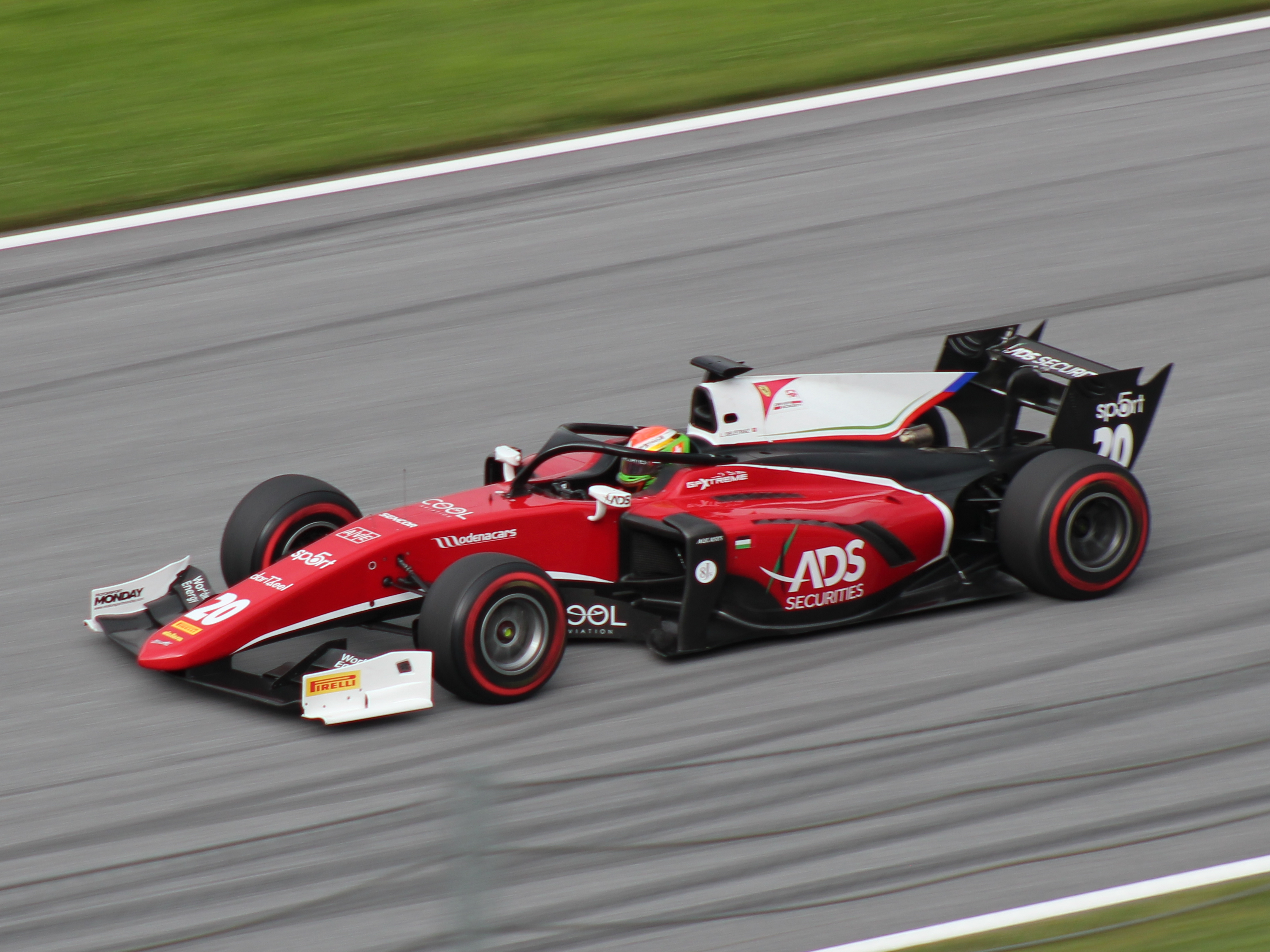
Louis Delétraz beim Formel-2-Rennen in Spielberg 2018

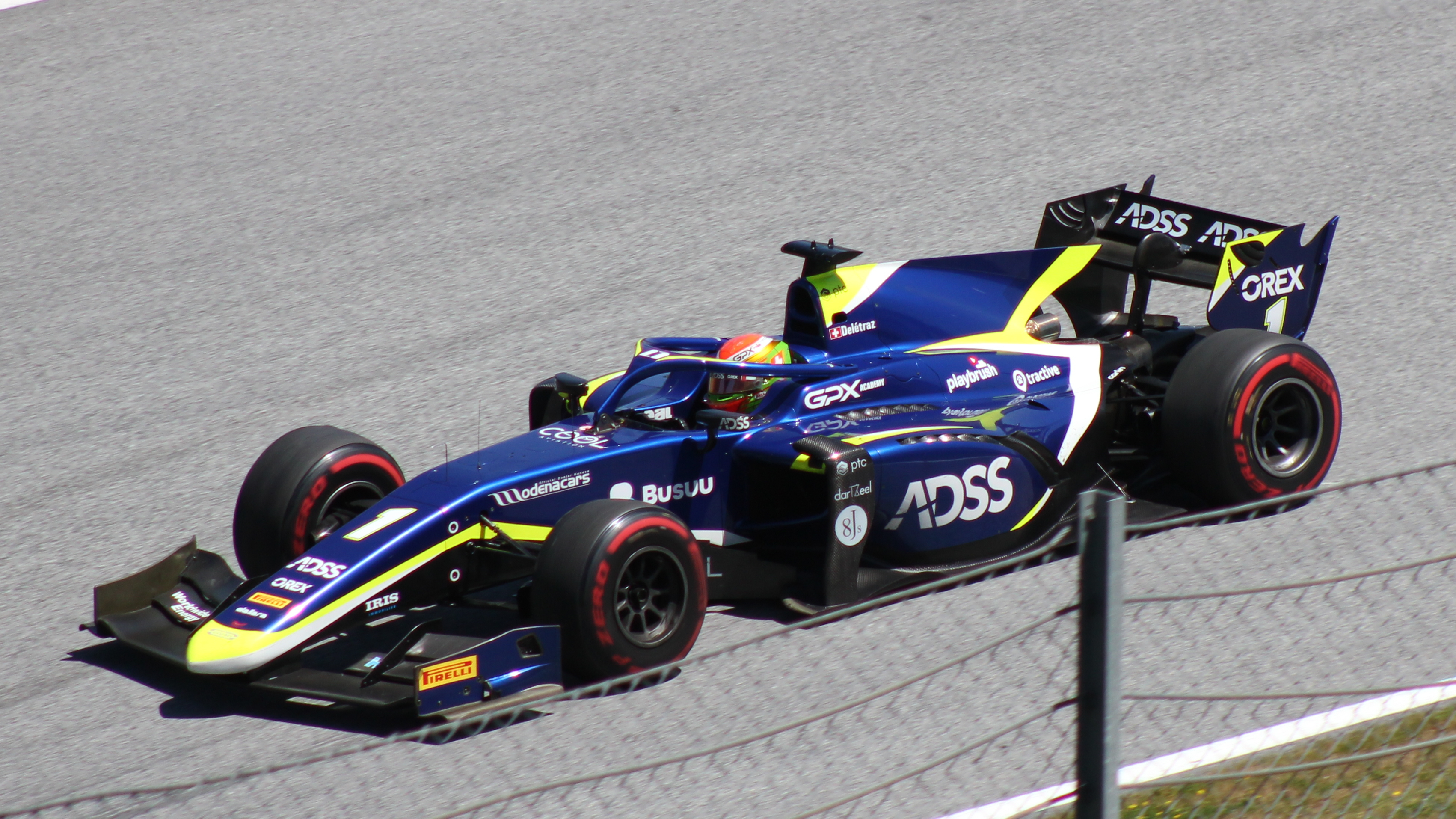
Louis Delétraz beim Formel-2-Rennen in Spielberg 2019

Louis Delétraz (* 22. April 1997 in Genf) ist ein Schweizer Automobilrennfahrer. Sein Vater ist der Automobilrennfahrer Jean-Denis Delétraz. Er startet aktuell in der FIA-Langstrecken-Weltmeisterschaft.

## Karriere
Delétraz begann seine Motorsportkarriere 2008 im Kartsport, in dem er bis 2011 aktiv blieb. Unter anderem gewann er zweimal die Schweizer Vega Trofeo. 2009 in der Klasse Super Mini, 2011 in der Klasse Junior. 2012 wechselte Délétraz in den Formelsport und trat im Formel BMW Talent Cup, einem Ausbildungswettbewerb, an. Er wurde mit einem Sieg Vierter.
2013 erhielt Delétraz bei Josef Kaufmann Racing ein Cockpit in der nordeuropäischen Formel Renault. Mit einem fünften Platz als bestem Resultat wurde er 19. im Gesamtklassement, während sein Teamkollege Dennis Olsen Gesamtdritter war. 2014 blieb Delétraz bei Josef Kaufmann Racing in der nordeuropäischen Formel Renault. Er gewann ein Rennen und stand insgesamt fünfmal auf dem Podium. Die Saison beendete er auf dem zweiten Platz. Mit 242 zu 258 Punkten unterlag er Ben Barnicoat. Darüber hinaus absolvierte er sechs Gaststarts im Formel Renault 2.0 Eurocup. Viermal für AVF und zweimal für Josef Kaufmann Racing. 2015 wurde Delétraz ins Förderprogramm von BMW aufgenommen und bestritt für Josef Kaufmann Racing seine dritte Saison in der nordeuropäischen Formel Renault. Er gewann neun von sechzehn Rennen und entschied die Meisterschaft für sich. Dabei setzte er sich mit 378 zu 305 Punkten gegen seinen Teamkollegen Kevin Jörg durch. Darüber hinaus trat Delétraz für Josef Kaufmann Racing im Formel Renault 2.0 Eurocup an. In diesem wurde er mit drei Siegen und 193 zu 206 Punkten Zweiter hinter Jack Aitken. Ausserdem nahm Delétraz für Comtec Racing an einem Rennwochenende der Formel Renault 3.5 teil.
2016 wechselte Delétraz zu Fortec Motorsport in die Formel V8 3.5, der ehemaligen Formel Renault 3.5. Er gewann den Saisonauftakt in Alcañiz und ein Rennen in Le Castellet. Delétraz ging als Meisterschaftsführender ins letzte Saisonrennen. Er wurde Vierter und verlor damit die Meisterschaft an Tom Dillmann, der das Rennen gewann. Mit 230 zu 237 Punkten wurde Delétraz Gesamtzweiter. Ferner ging er für Carlin zum letzten Rennwochenende der GP2-Serie 2016 an den Start. Darüber hinaus bestritt Delétraz einige Rennen in der ADAC GT Masters und debütierte damit im GT-Sport. 2017 erhielt Delétraz ein Stammcockpit bei Racing Engineering in der FIA-Formel-2-Meisterschaft, der ehemaligen GP2-Serie. Ab dem Rennwochenende in Belgien wechselte er zu Rapax. Sein bestes Rennergebnis war ein 4. Platz, in der Fahrerwertung belegte er zum Saisonende den 17. Platz. 2018 wechselte er zum Team Charouz Racing System. Er beendete die Saison auf dem zehnten Platz.
Delétraz absolvierte sein Debüt in einem Formel-1-Boliden bei einem Pirelli-Reifentest in Abu Dhabi 2018 für Haas F1. 2020 wurde er als Test- und Ersatzfahrer für das Team angekündigt. Die geplante Ankündigung im Rahmen des Großen Preises von Australien konnte nicht stattfinden, da der Grand Prix aufgrund der COVID-19-Pandemie abgesagt wurde.

## Statistik

### Karrierestationen
| - 2008–2011: Kartsport - 2012: Formel BMW Talent Cup (Platz 4) - 2013: Nordeuropäische Formel Renault (Platz 19) - 2014: Nordeuropäische Formel Renault (Platz 2) - 2015: Nordeuropäische Formel Renault (Meister) | - 2015: Formel Renault 2.0 Eurocup (Platz 2) - 2015: Formel Renault 3.5 (Platz 29) - 2016: Formel V8 3.5 (Platz 2) - 2016: GP2-Serie (Platz 26) - 2016: ADAC GT Masters (Platz 36) | - 2017: Formel 2 (Platz 17) - 2018: Formel 2 (Platz 10) - 2019: Formel 2 (Platz 8) - 2020: Formel 2 (Platz 8) |

### Einzelergebnisse in der Formel Renault 3.5 / Formel V8 3.5
| Jahr | Team              | 1   | 2   | 3   | 4   | 5   | 6   | 7   | 8   | 9   | 10  | 11  | 12  | 13  | 14  | 15  | 16  | 17  | 18  | Punkte | Rang |
| ---- | ----------------- | --- | --- | --- | --- | --- | --- | --- | --- | --- | --- | --- | --- | --- | --- | --- | --- | --- | --- | ------ | ---- |
| 2015 | Comtec Racing     | ALC | ALC | MON | SPA | SPA | HUN | HUN | SPI | SPI | SIL | SIL | NÜR | NÜR | LMS | LMS | JRZ | JRZ |     | 0      | 29.  |
| 2015 | Comtec Racing     |     |     |     |     |     |     |     | 15  | DNF |     |     |     |     |     |     |     |     |     | 0      | 29.  |
| 2016 | Fortec Motorsport | ALC | ALC | HUN | HUN | SPA | SPA | LEC | LEC | SIL | SIL | SPI | SPI | MNZ | MNZ | JER | JER | CAT | CAT | 230    | 2.   |
| 2016 | Fortec Motorsport | 1   | 5   | 3   | 4   | 3   | DNF | 6   | 1   | 10  | 6   | 2   | 4   | 2   | 3   | 11  | 2   | 2   | 4   | 230    | 2.   |

### Einzelergebnisse in der GP2-Serie / FIA-Formel-2-Meisterschaft
| Jahr | Team                  | 1   | 2   | 3   | 4   | 5   | 6   | 7   | 8   | 9   | 10  | 11  | 12  | 13  | 14  | 15  | 16  | 17  | 18  | 19  | 20  | 21  | 22  | 23  | 24  | Punkte | Rang |
| ---- | --------------------- | --- | --- | --- | --- | --- | --- | --- | --- | --- | --- | --- | --- | --- | --- | --- | --- | --- | --- | --- | --- | --- | --- | --- | --- | ------ | ---- |
| 2016 | Carlin                | ESP | ESP | MON | MON | AZE | AZE | AUT | AUT | GBR | GBR | HUN | HUN | GER | GER | BEL | BEL | ITA | ITA | MAS | MAS | UAE | UAE |     |     | 0      | 26.  |
| 2016 | Carlin                |     |     |     |     |     |     |     |     |     |     |     |     |     |     |     |     |     |     |     |     | DNF | 17  |     |     | 0      | 26.  |
| 2017 | Racing Engineering    | BRN | BRN | ESP | ESP | MON | MON | AZE | AZE | AUT | AUT | GBR | GBR | HUN | HUN | BEL | BEL | ITA | ITA | ESP | ESP | UAE | UAE |     |     | 16     | 17.  |
| 2017 | Racing Engineering    | 20  | 12  | 11  | 14  | 15  | 16  | DNF | 16  | 17  | 13  | 12  | 13  | 10  | 12  |     |     |     |     |     |     |     |     |     |     | 16     | 17.  |
| 2017 | Rapax                 |     |     |     |     |     |     |     |     |     |     |     |     |     |     | 14  | 12  | 7   | 4   | 17  | 12  | 10  | DNF |     |     | 16     | 17.  |
| 2018 | Charouz Racing System | BRN | BRN | AZE | AZE | ESP | ESP | MON | MON | FRA | FRA | AUT | AUT | GBR | GBR | HUN | HUN | BEL | BEL | ITA | ITA | RUS | RUS | UAE | UAE | 74     | 10.  |
| 2018 | Charouz Racing System | 13  | 9   | DNF | 10  | DNF | 10  | 4   | 2   | 6   | 2   | DNF | DNF | 4   | 5   | 17  | 9   | 18  | 13  | 13  | 11  | 12  | 13  | 6   | 6   | 74     | 10.  |
| 2019 | Carlin                | BRN | BRN | AZE | AZE | ESP | ESP | MON | MON | FRA | FRA | AUT | AUT | GBR | GBR | HUN | HUN | BEL | BEL | ITA | ITA | RUS | RUS | UAE | UAE | 92     | 8.   |
| 2019 | Carlin                | 5   | 5   | DNF | DNF | 12  | 11  | 7   | 2   | NC  | 7   | 7   | DNF | 7   | 2   | DNF | 13  | C   | C   | DNF | 8   | 3   | 14  | 4   | 5   | 92     | 8.   |
| 2020 | Charouz Racing System | AUT | AUT | AUT | AUT | HUN | HUN | GBR | GBR | GBR | GBR | ESP | ESP | BEL | BEL | ITA | ITA | ITA | ITA | RUS | RUS | BHR | BHR | BHR | BHR | 134    | 8.   |
| 2020 | Charouz Racing System | 7   | 2   | 19  | 12  | 7   | 6   | 6   | 3   | 5   | 4   | 10  | 9   | 4   | 6   | 8   | 4   | 3   | 2   | 18  | 17  | 16  | 3   | 12  | 13  | 134    | 8.   |

| Legende  | Legende            | Legende                                                          |
| Farbe    | Abkürzung          | Bedeutung                                                        |
| -------- | ------------------ | ---------------------------------------------------------------- |
| Gold     | –                  | Sieg                                                             |
| Silber   | –                  | 2. Platz                                                         |
| Bronze   | –                  | 3. Platz                                                         |
| Grün     | –                  | Platzierung in den Punkten                                       |
| Blau     | –                  | Klassifiziert außerhalb der Punkteränge                          |
| Violett  | DNF                | Rennen nicht beendet (did not finish)                            |
| Violett  | NC                 | nicht klassifiziert (not classified)                             |
| Rot      | DNQ                | nicht qualifiziert (did not qualify)                             |
| Rot      | DNPQ               | in Vorqualifikation gescheitert (did not pre-qualify)            |
| Schwarz  | DSQ                | disqualifiziert (disqualified)                                   |
| Weiß     | DNS                | nicht am Start (did not start)                                   |
| Weiß     | WD                 | zurückgezogen (withdrawn)                                        |
| Hellblau | PO                 | nur am Training teilgenommen (practiced only)                    |
| Hellblau | TD                 | Freitags-Testfahrer (test driver)                                |
| ohne     | DNP                | nicht am Training teilgenommen (did not practice)                |
| ohne     | INJ                | verletzt oder krank (injured)                                    |
| ohne     | EX                 | ausgeschlossen (excluded)                                        |
| ohne     | DNA                | nicht erschienen (did not arrive)                                |
| ohne     | C                  | Rennen abgesagt (cancelled)                                      |
| ohne     | keine WM-Teilnahme |                                                                  |
| sonstige | P/fett             | Pole-Position                                                    |
| sonstige | 1/2/3/4/5/6/7/8    | Punktplatzierung im Sprint-/Qualifikationsrennen                 |
| sonstige | SR/kursiv          | Schnellste Rennrunde                                             |
| sonstige | *                  | nicht im Ziel, aufgrund der zurückgelegten Distanz aber gewertet |
| sonstige | ()                 | Streichresultate                                                 |
| sonstige | unterstrichen      | Führender in der Gesamtwertung                                   |

### Le-Mans-Ergebnisse
| Jahr | Team                | Fahrzeug      | Teamkollege       | Teamkollege     | Platzierung     | Ausfallgrund |
| ---- | ------------------- | ------------- | ----------------- | --------------- | --------------- | ------------ |
| 2020 | Rebellion Racing    | Rebellion R13 | Nathanaël Berthon | Romain Dumas    | Rang 4          |              |
| 2021 | Team WRT            | Oreca 07      | Robert Kubica     | Ye Yifei        | nicht klassiert |              |
| 2022 | Prema Orlen Team    | Oreca 07      | Robert Kubica     | Lorenzo Colombo | Rang 6          |              |
| 2023 | Team WRT            | Oreca 07      | Robert Kubica     | Rui Andrade     | Rang 10         |              |
| 2024 | Orlen Team AO by TF | Oreca 07      | P. J. Hyett       | Alex Quinn      | Rang 20         |              |
| 2025 | AO by TF            | Oreca 07      | P. J. Hyett       | Dane Cameron    | Rang 20         |              |

### Sebring-Ergebnisse
| Jahr | Team                                        | Fahrzeug            | Teamkollege        | Teamkollege   | Platzierung | Ausfallgrund |
| ---- | ------------------------------------------- | ------------------- | ------------------ | ------------- | ----------- | ------------ |
| 2022 | Towner Motorsport                           | Oreca 07            | Rui Andrade        | John Farano   | Ausfall     | Unfall       |
| 2023 | Wayne Taylor Racing with Andretti Autosport | Acura ARX-06        | Filipe Albuquerque | Ricky Taylor  | Ausfall     | Unfall       |
| 2024 | Wayne Taylor Racing with Andretti           | Acura ARX-06        | Colton Herta       | Jordan Taylor | Gesamtsieg  |              |
| 2025 | Cadillac Wayne Taylor Racing                | Cadillac V-Series.R | Brendon Hartley    | Jordan Taylor | Ausfall     | Unfall       |

### Einzelergebnisse in der FIA-Langstrecken-Weltmeisterschaft
| Saison  | Team                   | Rennwagen     | 1   | 2   | 3   | 4   | 5   | 6   | 7   | 8   |
| ------- | ---------------------- | ------------- | --- | --- | --- | --- | --- | --- | --- | --- |
| 2019/20 | Rebellion Racing       | Rebellion R13 | SIL | FUJ | SHA | BAH | AUS | SPA | LEM | BAH |
| 2019/20 | Rebellion Racing       | Rebellion R13 |     |     |     | 4   |     |     |     |     |
| 2021    | Inter Europol Team WRT | Oreca 07      | SPA | POR | MON | LEM | BAH | BAH |     |     |
| 2021    | Inter Europol Team WRT | Oreca 07      |     | 8   |     | DNF |     |     |     |     |
| 2022    | Prema Orlen Team       | Oreca 07      | SEB | SPA | LEM | MON | FUJ | BAH |     |     |
| 2022    | Prema Orlen Team       | Oreca 07      | 7   | 10  | 6   | 9   | 10  | 8   |     |     |
| 2023    | WRT                    | Oreca 07      | SEB | POR | SPA | LEM | MON | FUJ | BAH |     |
| 2023    | WRT                    | Oreca 07      | 11  | 12  | 7   | 10  | 13  | 11  | 12  |     |
| 2024    | Orlen Team             | Oreca 07      | KAT | IMO | SPA | LEM | SAO | AUS | FUJ | BAH |
| 2024    | Orlen Team             | Oreca 07      | 20  |     |     |     |     |     |     |     |
| 2025    | AO by TF               | Oreca 07      | KAT | IMO | SPA | LEM | SAO | AUS | FUJ | BAH |
| 2025    | AO by TF               | Oreca 07      | 20  |     |     |     |     |     |     |     |